# Peaceful Warrior
Peaceful Warrior (dt. „friedvoller Krieger“) ist ein US-amerikanisch-deutsches Sportdrama aus dem Jahr 2006. Regie führte Victor Salva, das Drehbuch schrieb Kevin Bernhardt anhand des Romans Der Pfad des friedvollen Kriegers (Way of the Peaceful Warrior) von Dan Millman.

## Handlung
Der Student Dan Millman nimmt an sportlichen Wettbewerben für den Turnkader der University of California, Berkeley in Kalifornien teil und träumt davon, bei den nächsten Olympischen Spielen Gold zu gewinnen. Er hat zahlreiche kurzlebige Beziehungen mit Frauen. Er leidet unter Schlaflosigkeit. Um das zu kompensieren, läuft er nachts durch die Gegend. Dabei lernt er auf einer Tankstelle einen seltsamen Mann kennen, den er Sokrates nennt. Von ihm lernt der Student eine völlig andere Lebensphilosophie kennen, die ihn lehrt, sich von Überflüssigem zu befreien und auf seine innere Stimme zu hören, was nur wenigen gelingt.
Sokrates ist ihm in einem seiner immer wiederkehrenden Albträume als gesichtsloser Hausmeister erschienen.
An der Uni lernt er Joy kennen, eine Studentin, die bereits die Lehren von Sokrates umsetzt.
Als er mit seinem Motorrad durch die Gegend rast, hat er einen schweren Unfall. Ein Oberschenkel ist zertrümmert und wird mit einer Stahlstange stabilisiert. Alle sind davon überzeugt, dass er nie mehr an einem Wettbewerb teilnehmen kann.
Da sein Trainer ihn aufgegeben hat, wird er von Sokrates trainiert. Sein Traum erfüllt sich, er kann am Turnier teilnehmen. Auf dem Weg fährt er zu der Tankstelle, aber Sokrates ist spurlos verschwunden.
Auf dem Turnier will er seinem Teamkollegen Tommy Mut machen, ihm mit den Lehren von Sokrates helfen. Ohne Erfolg.
Dan führt dann dreifache aufeinanderfolgende Flips auf, wobei die Kommentatoren hektisch sprechen und die Richter ihn erstaunt anstarren. Dann steigt er ab, und die Ringe schwingen nach außen und berühren sich schließlich gegenseitig. Der Bildschirm wird schwarz und lässt seinen letzten Moment unbekannt.

## Hintergrund
Der Film wurde in Los Angeles, an der University of California in Berkeley und in einigen anderen Orten in Kalifornien gedreht. Seine Produktionskosten betrugen schätzungsweise 14 Millionen US-Dollar. Der Film spielte in den Kinos der USA jedoch nur ca. 3,96 Millionen US-Dollar ein sowie ca. 222.000 US-Dollar in anderen Ländern.

## Kritiken
Robert Koehler schrieb in der Zeitschrift Variety vom 4. Mai 2006, der Film sei von New Age inspiriert. Das Rezitieren der Aufrufe für ein besseres Leben könne jedoch keinen vollständigen Film ersetzen. Der Film wirke besonders künstlich ab dem Zeitpunkt, wenn Amy Smart in Erscheinung träte. Nick Nolte könne wenig tun, um aus der gespielten Figur mehr zu machen als eine Person, die zu sehr in den Klang ihrer eigenen Stimme verliebt sei.
Sheri Linden lobte in The Hollywood Reporter die „starken Darstellungen“ von Scott Mechlowicz und Nick Nolte.